# Cultura d'Ansilta
Es coneix amb el nom de Cultura d'Ansilta, a un poble aborigen que va habitar des del 1800 a.C. fins al 500, la zona de la serralada d'Ansilta (a l'actual província de San Juan, Argentina), des dels alts cims andins fins a les valls a l'orient d'ells. La continuïtat per més de 2000 anys fa d'aquesta cultura un dels períodes més extensos que es coneixen en la història dels pobles precolombins.
Les grutes trobades fan suposar que aquest grup humà va arribar a la zona des del nord, probablement des del Perú, passant per Xile.
Eren pobles caçadors i recol·lectors que caçaven guanacs i animals menors, recol·lectaven ous i els fruits del garrofer i del chañar. L'agricultura era escassa a causa de les condicions climàtiques i a les zones àrides que van habitar, tot i que cap a l'any 500 van començar a rebre influències d'altres cultures agrícoles veïnes, sembrant blat de moro, quinoa, carabassa (zapallo) i fesols (porotos).
La mòmia trobada a la gruta de Los Morrillos a San Juan, permet veure que el color de la seva pell era fosca i el cabell laci, tenien el front ampli, els pòmuls sortints, les mandíbules fermes però no exageradament desenvolupades, nas aguilenc moderat i ulls de grandària mitjana, no oblics. La seva talla era baixa, de no més de 160 cm d'alçada en els homes.
Se suposa que habitaven en cavernes naturals o en barraques còniques. Enterraven els seus morts en grutes o en túmuls coberts de grans pedres.